# Ljus jordhumla
Ljus jordhumla, på finlandssvenska lundjordhumla (Bombus lucorum) är en insekt i överfamiljen bin (Apoidea). Även kallad liten jordhumla eller mindre jordhumla.

## Utbredning
Humlan förekommer i större delen av Europa, inklusive Island (där den dock troligtvis är införd), norrut till Barents hav. I södra delen lever den dock endast i höglänta områden, och når aldrig Medelhavets kust. Utanför Europa förekommer den även i Asien till Japan samt västra Nordamerika.
Den är mycket vanlig i hela Sverige med undantag för kalfjället.
Även i Finland är den vanlig i hela landet, från Åland och sydkusten, till nordligaste Lappland. Utbredningen är dock tätast i sydväst.

## Beskrivning
Den ljusa jordhumlan är en medelstor, mycket korttungad humla. Drottningen blir 18 till 21 millimeter lång, arbetaren 9 till 16 millimeter och hanen 14 till 16 millimeter. Den är svart med gul krage och ett gult band på tergit 2 samt med vit bakkroppsspets. Hanen har en gul fläck på nosen, vanligen bredare krage än honorna, samma gula band på tergit 2 som honan och ofta även på tergit 1, samt gråare bakkropp. Humlan är till förväxling lik kragjordhumla och skogsjordhumla, även om hanen på grund av sin något annorlunda färgsättning vanligtvis går att skilja från de två andra arterna.

## Ekologi
Arten är vanlig i framför allt skogsmarker, men också i trädgårdar, på ängar och ljunghedar.  
Näringsväxter är fruktträd, blåbär, lingon, hallon, ljung, timjan, sälg, maskros, midsommarblomster och  vädd.
Det är vanligt att humlorna biter hål i nektargömmet på blommor som de med sin korta tunga inte kan nå ner i på vanligt sätt.
Boet inrättas i övergivna smågnagarbonbon under jord, gärna i skogar. Det är stort, kan nå upp till 400 arbetare.
Hanarna patrullerar en bestämd bana under sökandet efter parningsvilliga ungdrottningar. Banan följer ofta naturliga linjer i landskapet, som kanten på fält och liknande. Hanarna flyger lågt och pausar ofta för att avsätta feromoner på gräs i terrängen.

## Bevarandestatus
Den ljusa jordhumlan är klassificerad som livskraftig både i Europa, i Sverige och i Finland.